# Liste der Baudenkmäler in Höchstädt an der Donau
Auf dieser Seite sind die Baudenkmäler in der schwäbischen Stadt Höchstädt an der Donau zusammengestellt. Diese Tabelle ist eine Teilliste der Liste der Baudenkmäler in Bayern. Grundlage ist die Bayerische Denkmalliste, die auf Basis des Bayerischen Denkmalschutzgesetzes vom 1. Oktober 1973 erstmals erstellt wurde und seither durch das Bayerische Landesamt für Denkmalpflege geführt wird. Die folgenden Angaben ersetzen nicht die rechtsverbindliche Auskunft der Denkmalschutzbehörde.
 Die Liste gibt den Fortschreibungsstand vom 31. August 2017 wieder und umfasst 46 Baudenkmäler.

## Ensemble Marktplatz

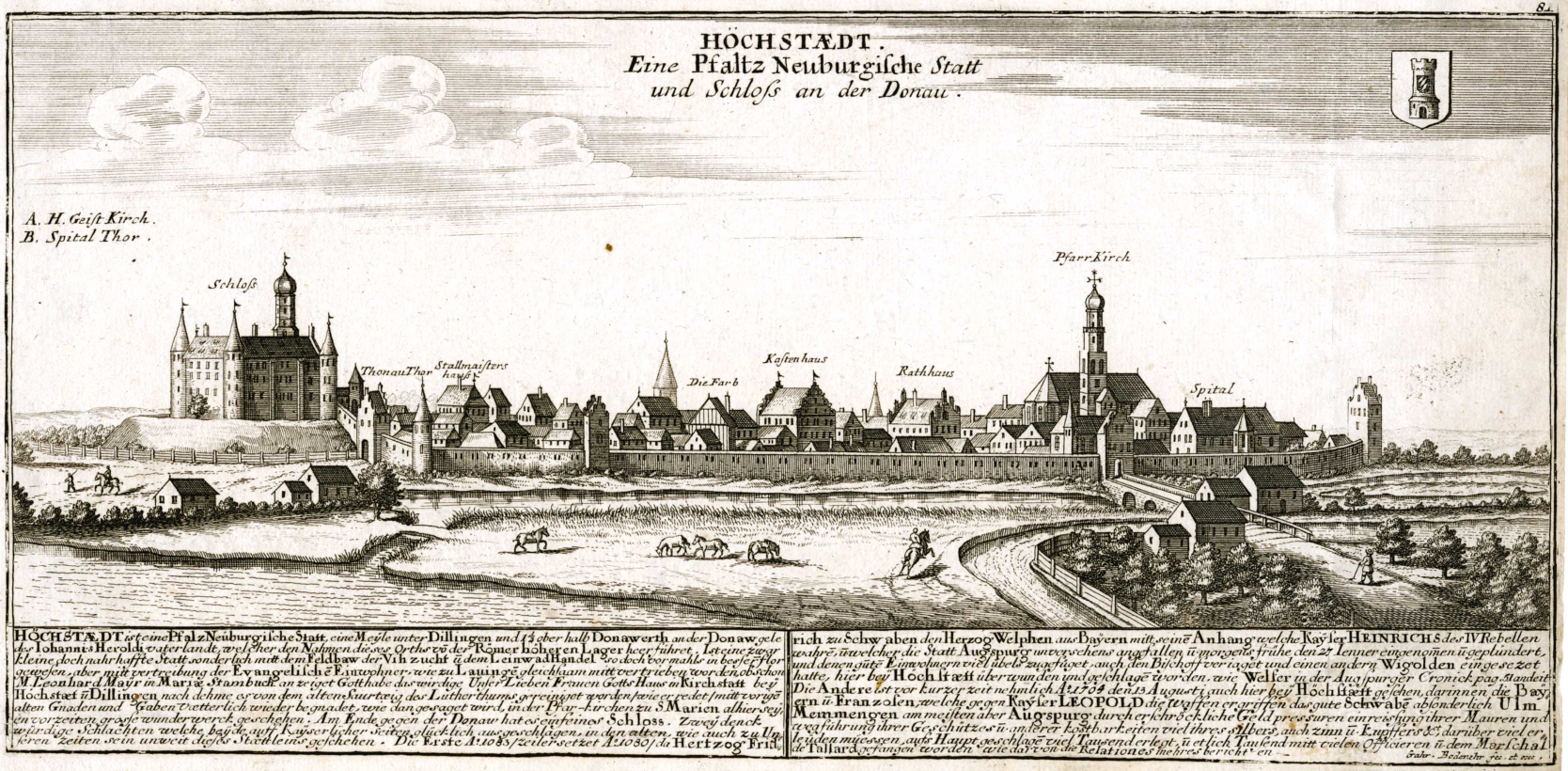
Höchstädt an der Donau 1710

Höchstädt, das in der ersten Hälfte des 13. Jahrhunderts durch die Staufer zur Stadt erhoben worden ist, war ab 1268 im Besitz der Wittelsbacher. Den heutigen Stadtkern ließen die bayerischen Herzöge südlich der älteren Siedlung planmäßig neu anlegen. Typisch für diese Gründungen ist der langgestreckte, hier leicht trapezoide Straßenmarkt mit einer inneren Häuserzeile, die an dem freistehenden Rathaus endet.
Das Gegenstück zum herzoglichen Schloss ist der bürgerliche Marktplatz, der an seiner Westseite von der Pfarrkirche bestimmt wird. Die Nord- und Südflanke ist mit teilweise sehr stattlichen, bis zu dreigeschossigen Giebelhäusern des 16. bis 18. Jahrhunderts bebaut. In die Gestalt des Marktplatzes sind die Häuser Friedrich-von-Teck-Straße 1, 2, und 4 und Herzogin-Anna-Straße 1 eingebunden. Zur unmittelbaren Umgebung der Pfarrkirche gehören die Gebäude an der Kirchgasse und die teilweise in den westlichen Außenmauern von Pfarrhof und Mesnerhaus erhaltene Stadtmauer des 16./17. Jahrhunderts. Die Gebäude der Dillinger Straße stehen im Zusammenhang mit dem Marktplatz, über den bereits in römischer Zeit der Verkehr der Donau-Nord-Straße geführt worden war. Dillinger Straße 3 und Kirchgasse 3 bezeichnen die Position des 1872 abgebrochenen Lech-Tores und damit die historische Stadtbegrenzung.
Aktennummer: E-7-73-139-1

## Stadtbefestigung

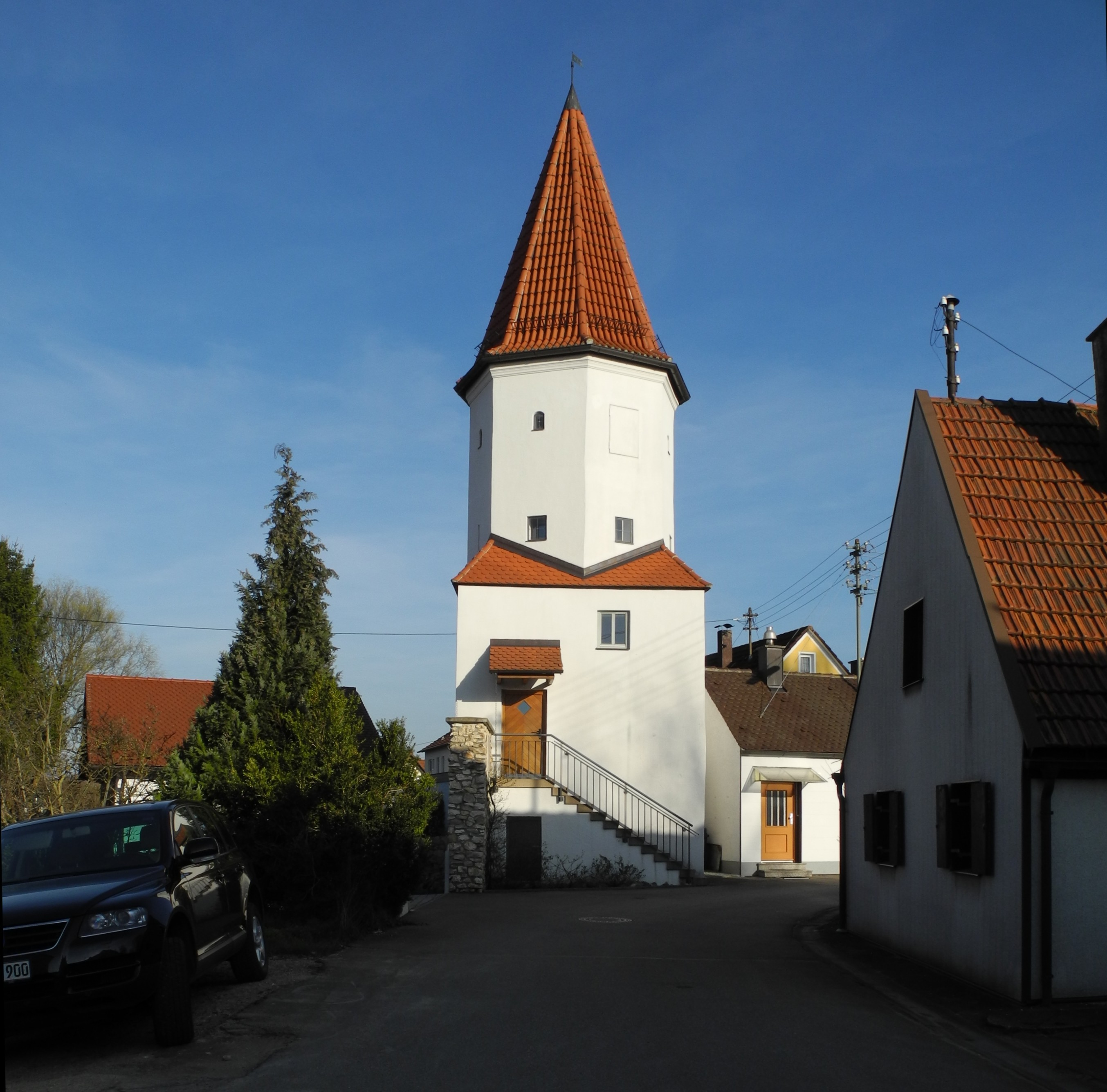
Geigerturm

Reste der im 16. Jahrhundert vollendeten Stadtbefestigung:
Stadtmauer in Bruchsteinmauerwerk noch in Teilen erhalten im Norden, Südosten (beim Schloss) und Westen, teilweise wohl 15./16. Jahrhundert,
erhaltene Stadtmauertürme:
- sogenannter Diebsturm (Krautgartenweg, bei Nr. 11), zweigeschossiger Rundturm, 15. Jahrhundert, Obergeschoss mit Zeltdach 1925,
- sogenannter Geigerturm (Geigergasse 8), quadratischer Turm mit oktogonalem Aufsatz, 14. Jahrhundert.

Aktennummer: D-7-73-139-1

## Baudenkmäler nach Ortsteilen

### Höchstädt
| Lage                                                               | Objekt                                         | Beschreibung | Akten-Nr.              | Bild                                  |
| ------------------------------------------------------------------ | ---------------------------------------------- | --- | ---------------------- | ------------------------------------- |
| Apothekergasse 11 (Standort)                                       | Ehemaliges Ackerbürgerhaus                     | Stattlicher zweigeschossiger Satteldachbau mit vorkragendem verputztem Fachwerkobergeschoss, wohl 17./18. Jahrhundert. | D-7-73-139-3 Wikidata  | Ehemaliges Ackerbürgerhaus            |
| Apothekergasse 14 (Standort)                                       | Ehemaliges Ackerbürgerhaus                     | Eingeschossiger Satteldachbau, Wohn- und Wirtschaftsteil in Längsrichtung gestellt, wohl 18./19. Jahrhundert. | D-7-73-139-4 Wikidata  | BW                                    |
| Dillinger Straße 40 (Standort)                                     | Katholische Friedhofskirche St. Salvator       | Spätgotische Kirche mit Satteldachturm, Saalbau mit Flachdecke und eingezogenem, netzrippengewölbtem Chor, 1491 von Peter Scheffler, Ludwig Potsacher und Heinrich Schwenger erbaut, im 18. Jahrhundert verändert; mit Ausstattung. | D-7-73-139-7 Wikidata  | weitere Bilder                        |
| Dillinger Straße 40 (Standort)                                     | Leichenhalle                                   | Neubarocker, mehrgliedriger Bau mit Mansardwalmdach und Putzgliederung, 1910–1915. | D-7-73-139-66 Wikidata | weitere Bilder                        |
| Friedrich-von-Teck-Straße 1 (Standort)                             | Bürgerhaus                                     | Zweigeschossiges Giebelhaus, 17. Jahrhundert, siehe Ensemble Marktplatz. | D-7-73-139-8 Wikidata  | BW                                    |
| Friedrich-von-Teck-Straße 2 (Standort)                             |                                                | Siehe Ensemble Marktplatz. Nicht nachqualifiziert. | D-7-73-139-9 Wikidata  | BW                                    |
| Friedrich-von-Teck-Straße 5 (Standort)                             | Ehemaliges Bürgerspital                        | Zweigeschossiges Giebelhaus mit dreigeschossigem Wellengiebel und Giebelgesimsen, erste Hälfte 17. Jahrhundert. | D-7-73-139-10 Wikidata | Ehemaliges Bürgerspital               |
| Friedrich-von-Teck-Straße 7, 9 (Standort)                          | Katholische Spitalkirche Hl. Geist und Spital  | Kirche, Saalbau mit Giebelturm, im Wesentlichen wohl um 1595 erbaut; mit Ausstattung; Spital, westlich an die Kirche anschließender Satteldachbau mit Giebelgaube und Schleppdachgauben, 18./19. Jahrhundert.                       | D-7-73-139-11 Wikidata | weitere Bilder                        |
| Friedrich-von-Teck-Straße 8 (Standort)                             | Wohn- und Geschäftshaus                        | Zweigeschossiger Giebelbau, 18. Jahrhundert, gegliederte Putzfassade 1902 (rekonstruiert 1992), Portal barock. | D-7-73-139-12 Wikidata | Wohn- und Geschäftshaus               |
| Herzogin-Anna-Straße 5 (Standort)                                  | Ehemaliges Wohnhaus des Kastners               | Dreigeschossiger Satteldachbau mit reich gegliedertem Giebel, Anfang 17. Jahrhundert. | D-7-73-139-16 Wikidata | Ehemaliges Wohnhaus des Kastners      |
| Herzogin-Anna-Straße 9 (Standort)                                  | Bürgerhaus                                     | Zweigeschossiges Traufseithaus mit Zwerchhaus und geschweiften Giebeln, Mitte 18. Jahrhundert, im Kern wohl älter. | D-7-73-139-17 Wikidata | Bürgerhaus                            |
| Herzogin-Anna-Straße 12 (Standort)                                 | Bürgerhaus                                     | Giebelhaus mit Fachwerk unter Putz, 17. Jahrhundert; Haustür mit Empire-Schnitzdekor, bezeichnet mit „1794“. | D-7-73-139-18 Wikidata | Bürgerhaus                            |
| Herzogin-Anna-Straße 31 (Standort)                                 | Bürgerhaus                                     | Zweigeschossiges Traufseithaus mit Satteldach und vorkragendem Obergeschoss, 18. Jahrhundert. | D-7-73-139-22 Wikidata | BW                                    |
| Herzogin-Anna-Straße 33 (Standort)                                 | Wohnhaus                                       | Zweigeschossiger Satteldachbau mit Volutengiebel, neubarock, um 1900. | D-7-73-139-23 Wikidata | Wohnhaus                              |
| Herzogin-Anna-Straße 38 (Standort)                                 | Gasthaus zum Schwanen                          | Zweigeschossiger Giebelbau mit Wellengiebel und Profilgesimsen, 17. Jahrhundert. | D-7-73-139-24 Wikidata | Gasthaus zum Schwanen                 |
| Herzogin-Anna-Straße 52; Nähe Schloßberg; Schlossgarten (Standort) | Schloss                                        | Regelmäßige Vierflügelanlage mit vier runden Ecktürmen, 1589–1600 im Wesentlichen von Sigmund Doctor und Gilg Vältin erbaut, Turm 13. Jahrhundert; siehe auch Eintrag Stadtbefestigung.                                             | D-7-73-139-25 Wikidata | weitere Bilder                        |
| Judenberg 18 (Standort)                                            | Bürgerhaus                                     | Zweigeschossiges Traufseithaus mit Eckerker und Lisenengliederung am Giebel, mit Hofdurchfahrt, erste Hälfte 17. Jahrhundert. | D-7-73-139-26 Wikidata | weitere Bilder                        |
| Kirchgasse 3 (Standort)                                            | Ehemaliges Mesnerhaus                          | Langgestreckter Satteldachbau mit Staffelgiebel im Süden, wohl 18. Jahrhundert; Westwand ist im Untergeschoss Stadtmauer. | D-7-73-139-28 Wikidata | BW                                    |
| Kirchgasse 8 (Standort)                                            | Pfarrhaus                                      | Zweigeschossiger Satteldachbau mit dreigeschossigem Wellenstufengiebel, wohl Anfang 17. Jahrhundert; Westseite auf die Stadtmauer gebaut.                                                                                           | D-7-73-139-29 Wikidata | weitere Bilder                        |
| Nähe Kirchgasse (Standort)                                         | Ölbergkapelle, Kriegerdenkmal                  | Polygonaler Bau, 17. Jahrhundert; mit Ausstattung. | D-7-73-139-27 Wikidata | Ölbergkapelle, Kriegerdenkmal         |
| Marktplatz 1 (Standort)                                            | Gasthaus                                       | Zweigeschossiger Satteldachbau, im Kern 17. Jahrhundert, 1910 mit Schweifgiebeln und Eckerkern versehen. | D-7-73-139-34 Wikidata | Gasthaus                              |
| Marktplatz 2 (Standort)                                            | Bürgerhaus                                     | Schmaler, zweigeschossiger Giebelbau, im Kern wohl 17. Jahrhundert, Veränderungen Anfang 20. Jahrhundert. | D-7-73-139-35 Wikidata | Bürgerhaus                            |
| Marktplatz 3 (Standort)                                            | Katholische Stadtpfarrkirche Mariä Himmelfahrt | Dreischiffige Stufenhalle, spätgotische Gesamtanlage, 1442–1498 errichtet, Turmobergeschoss 1576–1579; mit Ausstattung (siehe auch: Taufbecken und Sakramentshaus).                                                                 | D-7-73-139-36 Wikidata | weitere Bilder                        |
| Marktplatz 4 (Standort)                                            | Bürgerhaus                                     | Dreigeschossiger Giebelbau mit polygonalen Eckerkern, Lisenengliederung am Giebel, zweite Hälfte 17. Jahrhundert. | D-7-73-139-37 Wikidata | Bürgerhaus                            |
| Marktplatz 6 (Standort)                                            | Bürgerhaus                                     | Dreigeschossiger Giebelbau mit Stufengiebel, im Kern 17. Jahrhundert. | D-7-73-139-38 Wikidata | BW                                    |
| Marktplatz 7 (Standort)                                            | Ehemaliges Rathaus, jetzt Heimatmuseum         | Zweigeschossiger Satteldachbau mit risalitartigem Zwerchbau zum Marktplatz, 1863 erbaut, um 1950 vereinfacht. | D-7-73-139-39 Wikidata | weitere Bilder                        |
| Marktplatz 9 (Standort)                                            | Bürgerhaus                                     | Stattlicher zweigeschossiger Giebelbau mit dreigeschossigem Schweifgiebel und Lisenengliederung, 17. Jahrhundert. | D-7-73-139-40 Wikidata | Bürgerhaus                            |
| Marktplatz 10 (Standort)                                           | Bürgerhaus, ehemalige Landvogtei               | Stattliches dreigeschossiges Giebelhaus mit dreigeschossigem Giebel und polygonalen Eckerkern, um 1600. | D-7-73-139-41 Wikidata | Bürgerhaus, ehemalige Landvogtei      |
| Marktplatz 12 (Standort)                                           | Gasthaus Stern                                 | Zweigeschossiger Traufseitbau mit profiliertem Traufgesims, um 1700; Wirtschaftsbau mit Korbbogentonnen, wohl gleichzeitig. | D-7-73-139-42 Wikidata | Gasthaus Stern                        |
| Oberer Weberberg 11 (Standort)                                     | Ehemaliges Kastenhaus                          | Fünf- bis dreigeschossiger stattlicher Satteldachbau mit reich gestalteten Volutengiebeln, von Gilg Vältin, 1602–1614; Anbau, zweigeschossiger, traufständiger Satteldachbau mit Lisenengliederung, wohl 18. Jahrhundert.           | D-7-73-139-44 Wikidata | weitere Bilder                        |
| Oberer Weberberg 24 (Standort)                                     | Ehemaliges Kapuzinerkloster                    | Zweigeschossiger Walmdachbau, 1741/42 erbaut, 1802 umgestaltet. | D-7-73-139-45 Wikidata | Ehemaliges Kapuzinerkloster           |
| Unterer Weberberg 2 (Standort)                                     | Gasthaus                                       | Zweigeschossiger Giebelbau mit Rechteckerker, Anfang 17. Jahrhundert über älterem Kern. | D-7-73-139-48 Wikidata | Gasthaus                              |
| Wertinger Straße 19 (Standort)                                     | Stadel eines ehemaligen Einfirsthofes          | 19. Jahrhundert. | D-7-73-139-53 Wikidata | Stadel eines ehemaligen Einfirsthofes |

### Deisenhofen
| Lage                    | Objekt                               | Beschreibung | Akten-Nr.              | Bild                             |
| ----------------------- | ------------------------------------ | --- | ---------------------- | -------------------------------- |
| Kirchplatz 2 (Standort) | Ehemaliger katholischer Pfarrhof     | Zweigeschossiger Satteldachbau, im Kern um 1761, Anfang 19. Jahrhundert überarbeitet. | D-7-73-139-64 Wikidata | Ehemaliger katholischer Pfarrhof |
| Kirchplatz 3 (Standort) | Katholische Pfarrkirche St. Nikolaus | Spätmittelalterliche Chorturmanlage, flachgedeckter Saalbau mit eingezogenem, kreuzgratgewölbtem Chor, im Kern 15. Jahrhundert, 1692 erweitert, Turm 1710 erhöht, 1858 erweitert; mit Ausstattung (siehe auch: Kanzel). | D-7-73-139-54 Wikidata | weitere Bilder                   |

### Oberglauheim
| Lage                                               | Objekt                              | Beschreibung | Akten-Nr.              | Bild           |
| -------------------------------------------------- | ----------------------------------- | --- | ---------------------- | -------------- |
| St.-Oswald-Straße 2 (Standort)                     | Katholische Filialkirche St. Oswald | Einschiffige, flachgedeckte Chorturmkirche mit kreuzgratgewölbtem, quadratischem Altarraum, im Kern 13./14. Jahrhundert, Turmaufsatz 1682 von Georg Danner, 1773 im Inneren verändert; mit Ausstattung. | D-7-73-139-55 Wikidata | weitere Bilder |
| St.-Oswald-Straße 13, am neuen Friedhof (Standort) | Sühnekreuz                          | Spätmittelalterlich. | D-7-73-139-56 Wikidata | Sühnekreuz     |

### Schwennenbach
| Lage                      | Objekt                                                             | Beschreibung | Akten-Nr.              | Bild           |
| ------------------------- | ------------------------------------------------------------------ | --- | ---------------------- | -------------- |
| Dorfstraße 22 (Standort)  | Katholische Pfarrkirche Unserer Lieben Frau unbefleckte Empfängnis | Barocker Saalbau mit eingezogenem Chor, Chorturm im Kern 14. Jahrhundert, 1577 durch Bernhard Ranneissel erhöht, Langhaus 1678–1682 von Georg Danner, Erweiterung 1755–1757 von Simon Rothmiller; mit Ausstattung (siehe auch: Kanzel); Friedhofsmauer mit überdachtem Treppenaufgang, um 1760. | D-7-73-139-58 Wikidata | weitere Bilder |
| Gäßle 12 (Standort)       | Bauernhaus                                                         | Wohnstallhaus, eingeschossiger Satteldachbau mit Traufknoten, erste Hälfte 19. Jahrhundert. | D-7-73-139-59 Wikidata | Bauernhaus     |
| Kugelbachweg 1 (Standort) | Pfarrhaus                                                          | Zweigeschossiger Bau mit Krüppelwalmdach und Putzdekor, 1708 erbaut; Pfarrstadel, doppeltes Korbbogentor, 18. Jahrhundert. | D-7-73-139-60 Wikidata | Pfarrhaus      |

### Sonderheim
| Lage                            | Objekt                                      | Beschreibung | Akten-Nr.              | Bild           |
| ------------------------------- | ------------------------------------------- | --- | ---------------------- | -------------- |
| Blindheimer Straße 2 (Standort) | Wegkapelle                                  | Rechteckbau mit halbrundem Schluss, zweite Hälfte 18. Jahrhundert; mit Ausstattung. | D-7-73-139-63 Wikidata | BW             |
| Blindheimer Straße 4 (Standort) | Ehemaliges Schulhaus                        | Erdgeschossiger Walmdachbau, 1927. | D-7-73-139-68 Wikidata | BW             |
| Hauptstraße 11 (Standort)       | Ehemaliges Pfarrhaus                        | Zweigeschossiger Halbwalmdachbau, um 1800. | D-7-73-139-65 Wikidata | BW             |
| Kirchstraße 1 (Standort)        | Katholische Filialkirche St. Peter und Paul | Einschiffiger Bau, eingezogener Chor mit Kreuzgratgewölbe, Langhaus mit Flachdecke, 1756, im Kern mittelalterlich, Turm 1832; mit Ausstattung; in ummauertem Friedhof; Friedhofsmauer. | D-7-73-139-62 Wikidata | weitere Bilder |